# Saxifraga sancta
Saxifraga sancta är en stenbräckeväxtart som beskrevs av August Heinrich Rudolf Grisebach. Saxifraga sancta ingår i Bräckesläktet som ingår i familjen stenbräckeväxter. Inga underarter finns listade i Catalogue of Life.

## Bildgalleri

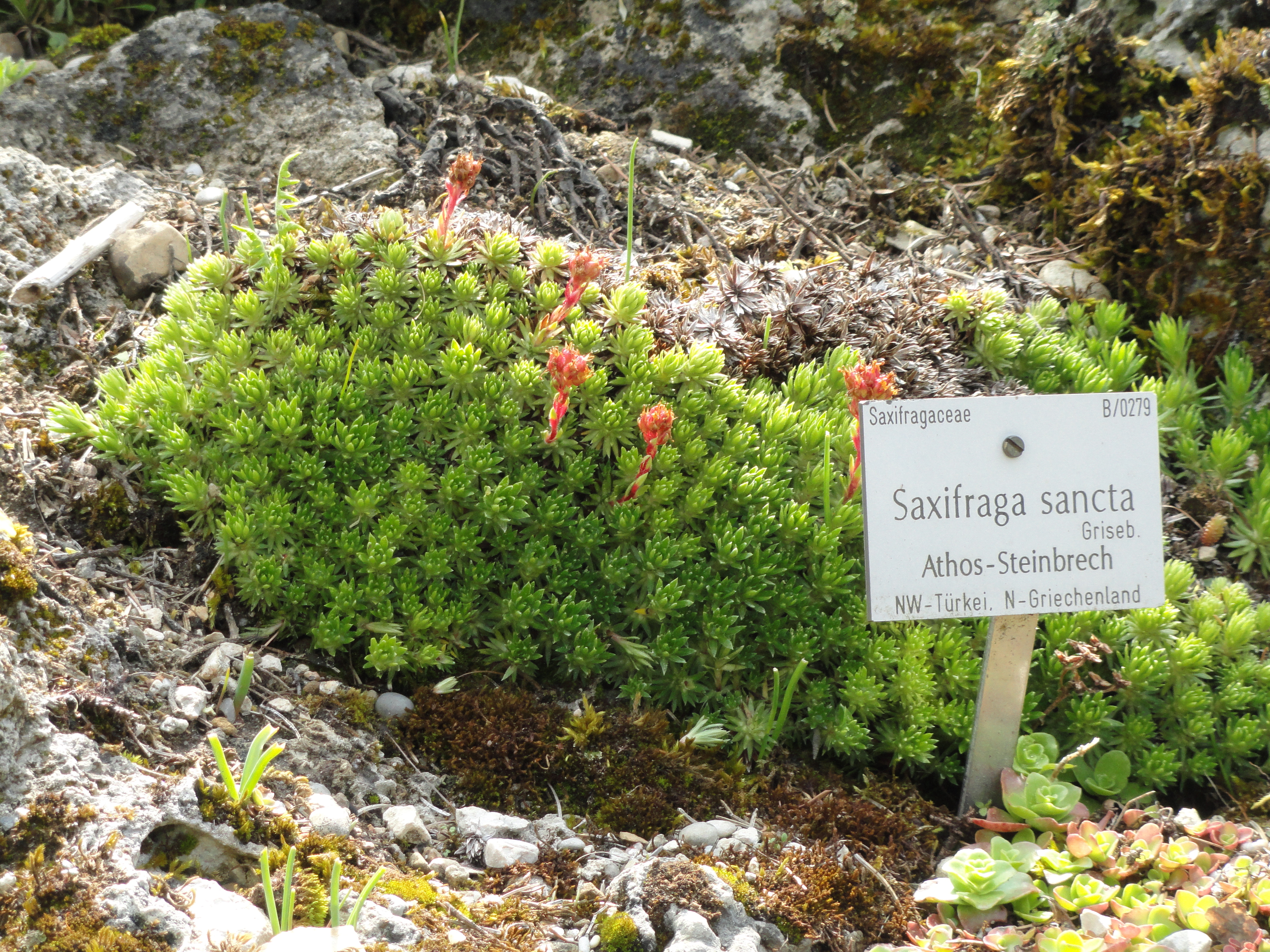